# 美國南方陸軍
美國南方陸軍（英語：United States Army South）是美國陸軍的陸軍勤務構成司令部，美國南方司令部的組成部分。範圍包括中南美洲及加勒比海的31個國家和15個特殊主權地區。

## 歷史
1917年7月1日巴拿馬運河軍部成立，這是美國陸軍的地域性司令部，負責保衛巴拿馬運河區。下轄第19步兵旅、第14步兵團、第33步兵團等部隊。
1947年11月15日，巴拿馬運河軍部改組為美國加勒比陸軍。
豬玀灣事件爆發後，第193步兵旅於1962年8月8日重啟，由美國加勒比陸軍指揮。
1963年6月6日，美國加勒比司令部改組為美國南方司令部，美國加勒比陸軍改名為美國陸軍部隊南方司令部(United States Army Forces Southern Command)。
1986年12月4日，美國南方陸軍正式成立，作為美國南方司令部的陸軍部門。
2008年7月16日美國南方陸軍與新重啟的美國第六軍團正式合併。

## 單位
美國南方陸軍的下屬單位目前有:
- 第470軍事情報旅（英语：470th Military Intelligence Brigade (United States)）
- Bravo聯合特遣部隊（英语：Joint Task Force Bravo）駐宏都拉斯陸軍
- 第56通信營
- 第512工兵分遣隊
- 第377戰區保障司令部（陸軍預備役）
- 第807醫療司令部（陸軍預備役）
- 第525憲兵營，駐守關塔那摩灣海軍基地